# Кривенко Дмитро Тарасович

Надгробок над могилою Д. Т. Кривенка у с. Велика Рача.

Дмитро Тарасович Кривенко (30 жовтня 1941, селище Велика Рача Радомишльського району Житомирської області — 4 жовтня 1994, Київ)— філософ, методолог науки, кандидат філософських наук (1976). У своїх працях висвітлював ідеї, пов’язані з діяльністю Народного руху України та «Просвіти», а також розробляв власний підхід до української філософської думки радянського періоду  та альтернативної української філософії радянських часів, співзасновник журналу «Державність». Брат Кривенко Лідії Тарасівни та Кривенка Костянтина Тарасовича.

## Життєпис
Кривенко Дмитро Тарасович народився 30 жовтня 1941 року у селі Велика Рача.
Батько, Кривенко Тарас Максимович (1914—1967), працював у колгоспі, безпартійний. Воював у складі 112-ї Рильсько-Коростенської Червонозоряної орденів Суворова й Кутузова стрілецької дивізії на фронтах Великої Вітчизняної війни. Був поранений. У 1945 р. нагороджений медаллю «За відвагу».
Мати — Кривенко Катерина Філаретівна (1915—2002), колгоспниця.
Після закінчення середньої школи у м. Радомишль декілька років (1959—1961) працював на шахтах Донбасу .
У 1962—1967 рр. навчався у Московському інституті радіоелектроніки, де отримав диплом інженера.
З 1967 по 1969 р., працюючи асистентом (з 1968 р. викладачем) на кафедрі експериментальної фізики Донецького державного університету, одразу почав викладати українською мовою (під час роботи у ДДУ декілька разів проходив курси підвищення кваліфікації при Київському університеті за напрямком підготовки «викладач фізики»).
З 1969 по 1974 рр. працював викладачем на кафедрі фізики у Київському автомобільно-дорожньому інституті.
У 1969—1975 рр. заочно навчався на механіко-математичному факультеті Київського університету імені Т.Г. Шевченка, який закінчив з відзнакою. Дипломну роботу написав на кафедрі теорії ймовірності під керівництвом академіка В. С. Королюка (її частина була пізніше розвинута у їх спільній публікації в Віснику НАНУ  та монографії  ). Одночасно у 1972—1975 рр. навчався в аспірантурі Інституту філософії СРСР в Москві (без відриву від викладання, а з 1974 р. - очно). Кандидатська дисертація Дмитра Кривенка стосувалась методології фізики й лягла у основу опублікованої їм пізніше монографії «Становлення вихідних понять у фізиці» (Київ, Наукова думка, 1979 р.).
У 1976—1979 рр. працював науковим співробітником у Інституті філософії АН УРСР .
Під час роботи в Інституті філософії відмовився вступати у КПРС. Водночас відстоював свої погляди, які були далекими від офіційної лінії партії. Був звільнений з роботи, зокрема через те, що принципово викладав і розмовляв української мовою (не суржиком, бо суржиком "дозволялось").
За словами його тогочасного колеги, доктора філософських наук, професора Анатолія Ішмуратова «у Дмитрові дивним чином поєднувалась доброзичливість, світлий погляд на людей й життя, та радикалізм та ригоризм науковця. Він прагнув тотальності, глобальності методології, мріяв наблизити етику до фізики, давши першій граничну логіку і математичну точність визначень».
З кінця 60-х років підпільно , а, пізніше, з кінця 70-х, в умовах ізоляції й ідеологічного гоніння, зокрема з боку деяких керівників Інституту філософії АН УРСР, працював над власною альтернативною українською філософією й, відповідно, логічним обгрунтуванням хибності марксистсько-ленінської філософії.
Отримавши «чорну мітку» від тогочасного республіканського КДБ за ідеологічну незрілість та український націоналізм  (як стверджував один з його колишніх учнів, він, зокрема, особисто був знайомий з Василем Стусом, В'ячеславом Чорновілом та ін.), Дмитро Кривенко мав великі труднощі з влаштуванням на роботу.
Насилу, через рекомендації небайдужих колег філософів, йому вдалось у 1980 р. влаштуватися почасово викладачем філософії у КДУ. Там Дмитро Кривенко, за спогадами його студентів, принципово викладав закордонну й вітчизняну філософію, звівши до мінімуму викладання марксистсько-ленінської. Звичайно, за реалій життя тогочасного СРСР, це не могло довго продовжуватись, й у 1982 його було остаточно звільнено від університетського викладання. 
До кінця життя, незважаючи на науковий ступінь, публікації та диплом з відзнакою, Дмитро Кривенко змушений був животіти на мізерну зарплату репетитора фірми «Світанок».
В 80-х роках за підтримки таких вагомих вчених, як В.С. Тюхтін та В.С. Королюк, Дмитро Кривенко взяв участь (як співавтор) у двох російськомовних колективних монографіях, виданих у Москві  (в Україні це тоді вже не вдавалось).
Завдяки авторитету серед творчої інтелігенції у м. Львові, у 1990 році Дмитро Кривенко став співзасновником, одним з перших авторів та кореспондентом у Києві загальноукраїнського журналу «Державність»(м. Львів).
У 1992 р. виходить його книжка «Роз-імперення та де-фашинізація» де Дмитро Кривенко спробував стисло «викласти ідеологію РУХУ та ПРОСВІТИ в найширшому розумінні цих слів. Показати, на яких засадах стояв колишній режим і чому він неодмінно мав потерпіти крах…змальовується цілісна картина(модель) можливих політичних позицій. Обгрунтовуються основні цілі РУХУ: роз-імперення і де-фашинізація». Ця книжка була видана Всеукраїнським товариством «Просвіта» імені Тараса Шевченка до Першого Всесвітнього форуму українців  і викликала тоді неабиякий інтерес — досить зазначити, що автора було запрошено прочитати вибрані глави з книги у київську редакцію «Радіо Свобода».
Дмитро Кривенко помер у 1994 році, коли, здавалось, його надії почали здійснюватися  — адже цього року міжнародний фонд «Відродження» ухвалив рішення про видання першої частини його багатотомної праці «Принат і принатика». Наприкінці вересня цього ж року його було знайдено у непритомному стані у Голосіївському парку столиці.
Через тиждень, 4 жовтня, він помер у одній з київських лікарень.
Перше поховання було на Лісовому кладовищі м. Києва. Перепоховання відбулось взимку 1995 р. на цвинтарі селища Велика Рача.

## Наукова діяльність
Автор кілька десятів наукових та науково — методичних робіт й 5 монографій (в т.  ч. 3 одноосібних).
Займався науковими проблемами методології фізики (на прикладі якої розробляв так звану ієрархічну логіку  ), онтологією  й українською культурою. Зокрема, досліджував феномен кохання.
Філософ презентував досить цікаву в середовищі української творчої інтелігенції категорію людей, що були патріотами, але не націоналістами й не антисемітами. Сам Дмитро Кривенко про себе писав.
Аж до теперішнього часу творча спадщина Д. Т. Кривенко залишається актуальною і затребуваною студентами та педагогічним й науковим співтовариством. Монографії, автором яких він є, включаються до списків літератури, рекомендованої для вчителів і студентів, його праці враховуються і використовуються в наукових і дисертаційних роботах, присвячених розвитку теорії і методики навчання фізики, методології науки та проблем розвитку держави й суспільства.

## Основні праці
- Д. Т. Кривенко Становлення вихідних кількісних понять у фізиці–К.: Наукова думка, 1979  — 144 с. ;
- Д. Т. Кривенко Информационные уровни физических понятий и проблема уровней познания //Теоретическое и эмпирическое в современном научном познании: коллективная монография.—  М.,:Наука, 1984;
- В. С. Королюк, Д. Т. Кривенко Укрупнение как метод изучения сложных систем // Диалектика познания сложных систем: коллективная монография. — 1988. — М.,: Мысль   с. 89-106;
- Д. Кривенко Роз-імперення і де-фашинізація: спроба ідеології Третього Відродження України; Всеукраїнське товариство «Просвіта» ім. Тараса Шевченка. — К., 1992. — 160 с.;
- Д. Кривенко Принат і принатика: фундаментальна онтологія людини і типологія людей; Міжнародний фонд «Відродження». — Х. : Фолио, 1996. — 270 с. — ISBN 966-03-0041-7.